# Alexander Aronowitsch Knaifel

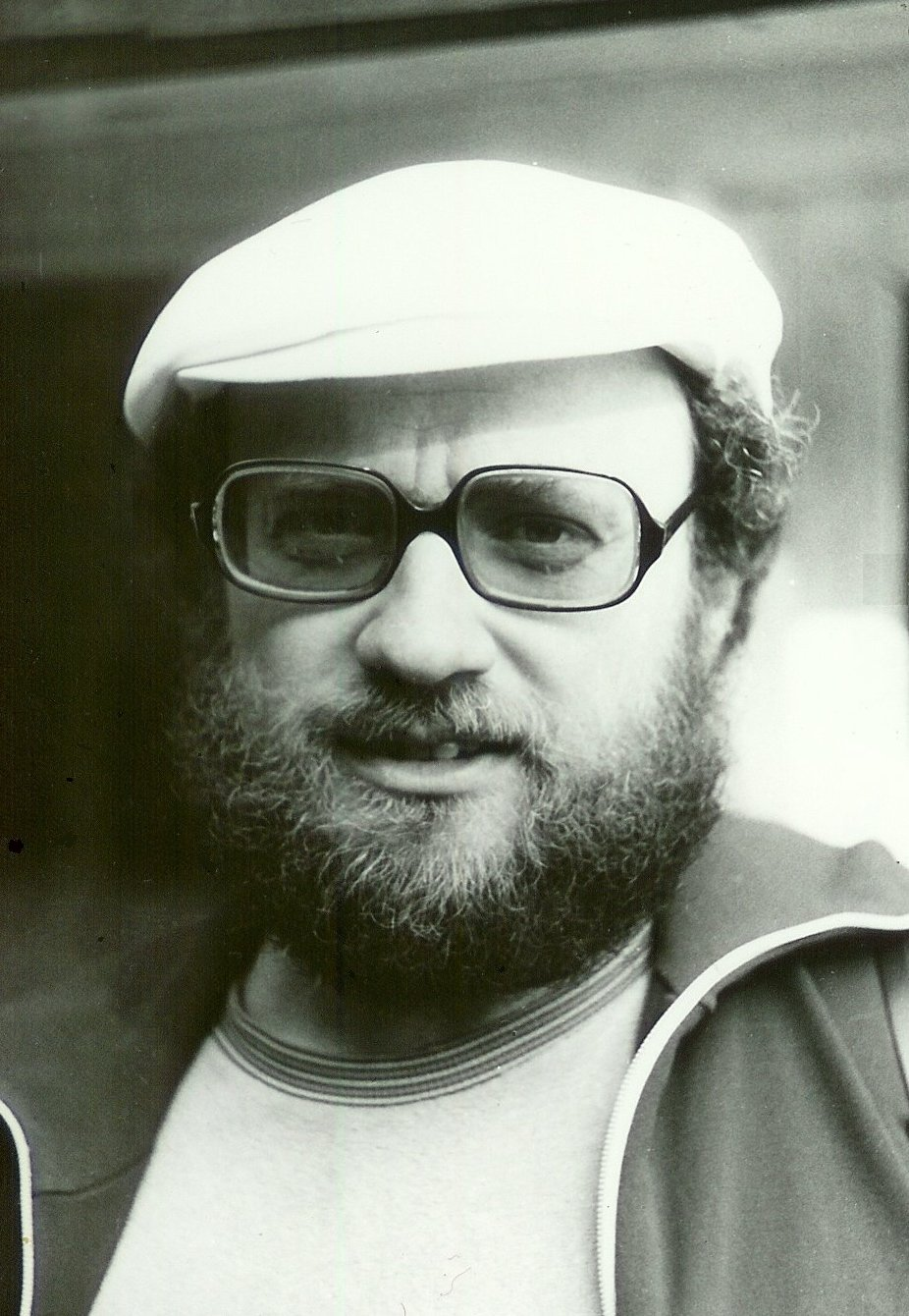
Alexander Knaifel

Alexander Aronowitsch Knaifel (auch: Knayfel; russisch Александр Аронович Кнайфель; * 28. November 1943 in Taschkent, Usbekische SSR; † 27. Juni 2024 in Berlin) war ein sowjetischer Komponist.

## Leben
Knaifel wurde während der kriegsbedingten Evakuierung der Familie aus der Leningrader Blockade in Taschkent geboren. Sein Vater Aron Knaifel war ein Soloviolinist und bekannter Violinpädagoge, seine Mutter Muza Shapiro Professorin für Musiktheorie. 1944 kehrte die Familie Knaifel nach Leningrad zurück. Im Alter von sechs Jahren begann Alexander Knaifel das Cellospiel und studierte von 1950 bis 1961 bei Emanuel Fishman an der Spezialmusikschule des Leningrader Konservatoriums und von 1961 bis 1963 bei Mstislaw Rostropowitsch am Moskauer Konservatorium. Von 1963 bis 1966 studierte er Komposition bei Boris Alexandrowitsch Arapow in Leningrad. Seither lebte er als freischaffender Komponist in Sankt Petersburg. Alexander Knaifel war Autor von über 100 Kompositionen sämtlicher Sparten der E-Musik.

## Werk
Von Anfang an schloss Knaifel sich den fortschrittlichen Kräften seines Landes an. „Als jüngster Vertreter der sowjetischen Nachkriegsavantgarde ist er für die russische Musikszene aufsehenerregende, eigene Wege gegangen.“ Grundlegend für seine Tonsprache war die Auseinandersetzung mit den Werken der 2. Wiener Schule (Arnold Schönberg, Alban Berg und Anton von Webern). Darauf aufbauend probierte er verschiedene Techniken der westlichen Avantgarde aus und entwickelte einen eigenen, unverwechselbaren Stil. Dabei kam er zu der Erkenntnis, dass hinsichtlich der Techniken in der musikalischen Sprache in der ersten Hälfte des 20. Jahrhunderts bereits „alles gesagt“ sei, und reagierte auf die Fortschrittsgläubigkeit der Avantgardisten mit einem auf die individuelle Freiheit der künstlerischen Persönlichkeit ausgerichteten Befreiungsschlag.
In seiner Musik ließ Knaifel seiner Vorliebe für tonal gebundene Zusammenklänge immer mehr freien Lauf, lehnte jedoch prinzipiell seine Einordnung in irgendein „Schubladen-System“ ab und fühlte sich mit seiner Musik vor allem nicht zu der mit Neue Einfachheit benannten Gruppe von Komponisten zugehörig. Besondere Bedeutung maß er dem Einzelton bei, wobei jeder Ton Zentralfunktion annehmen kann. So gesehen hat die Musik von Alexander Knaifel zwar durchaus Ähnlichkeit mit den Werken von Morton Feldman und Giacinto Scelsi, doch zeichnet die Kompositionen des Russen eine „in der Tradition der russischen Kunst, Esoterik und Mystik“ beheimatete Spiritualität aus. Knaifels von kosmischem Denken getragene Religiosität hat in Werken wie Prayer to the Holy Spirit ihren Ausdruck gefunden. In seiner von Weite und Transzendenz geprägten Musik haben die Grundprinzipien der Musikanschauung der Pythagoreer Gestalt angenommen.
Ein wichtiger Bezugspunkt im kompositorischen Denken Knaifels ist auch die Musik von Johann Sebastian Bach. Besonders deutlich wird dies in seinem Werk Bach – Die zweite Hymne der Solisten (1992), wo er fünf Gesangssolisten, einen Kinderchor und ein Instrumentalensemble in einen „Dialog“ (Knaifel) mit dem Präludium und der Fuge in b-Moll aus dem 1. Band von Das Wohltemperierte Klavier eintreten lässt.
Für seinen Erfolg auf einem Festival der modernen Musik in Köln wurde Knaifel 1979 auf dem 6. Kongress des Sowjetischen Komponistenverbands von dessen Vorsitzendem Tichon Nikolajewitsch Chrennikow heftig kritisiert. Mit sechs weiteren Komponisten (Jelena Firsowa, Dmitri Smirnow, Viktor Suslin, Wjatscheslaw Artjomow, Sofia Gubaidulina und Edisson Denissow) wurde er dem Vorwurf ausgesetzt, dass seine Musik so „sinnlos“ sei wie „musikalischer Schlamm“, weil sie sich der echten Innovation verweigere. Der gegen ihn erhobene Vorwurf hatte längerfristig aber keine nachteiligen Folgen, und Alexander Knaifel wurde als Komponist international anerkannt.
Eine der Ursachen dafür dürfte Knaifels Hinwendung zu religiösen Themen sein, wie sie sich mit dem Agnus Dei (1985) abzeichnete. Das Agnus Dei gehört zu den wichtigsten Werken Knaifels. Texthintergrund ist das Tagebuch eines Mädchens, das während der Belagerung von Leningrad im Zweiten Weltkrieg den Tod sämtlicher Familienmitglieder miterlebt und aufgezeichnet hatte. Knaifel, dessen Großvater 1942 in der Folge von Hungersnot in Leningrad ebenfalls ums Leben gekommen war, fühlte sich als „Verräter“ an seinen Landsleuten, weil er das Glück hatte, in sicherer Entfernung vom Kriegsgeschehen geboren und aufgewachsen zu sein: „Möglicherweise habe ich Agnus Dei auch als Sühnezeichen für meine (nicht existierende) Schuld komponiert, außerhalb von St. Petersburg auf die Welt gekommen zu sein.“ Angesichts der Schönheit der Schöpfung, die er in jedem Moment seines Lebens in all ihrer Fülle erlebte, verzichtete er auf die verbale Rezitation des liturgischen Textes. Er sprach von der „Endlosigkeit und dem großen Eins-Sein des Wort-Ton-Geheimnisses“, durch welche die von ihm geschaffenen Töne mit dem Gebet Agnus Dei verbunden sind. In der Komposition für „4 Instrumentalisten a cappella“ spielen die Musiker einzelne, lang anhaltende, aber zeitlich und räumlich versprengte Klänge und lesen dabei Texte des Agnus Dei und Fragmente aus dem Tagebuch Tanja Sawitschewas.
Große Erfolge feierte er in späteren Jahren unter anderem in Amsterdam bei der Uraufführung seiner Oper Alice In Wonderland im Jahre 2001 (nach Alice im Wunderland von Lewis Carroll) und mit einem Porträtkonzert beim Eclat Festival Neue Musik 2005 in Stuttgart.
Knaifel starb Ende Juni 2024 im Alter von 80 Jahren.

## Auszeichnungen und Mitgliedschaften
- Seit 1968 Mitglied des Sowjetischen Komponistenverbandes der UdSSR
- Seit 1987 Mitglied des Berufsverbandes Kinematografie der UdSSR
- 1993/94 Gast des Künstlerprogramms des DAAD (Deutscher Akademischer Austauschdienst)
- 1993 Auszeichnung als „Verdienter Kulturschaffender“ der Russischen Föderation
- 2003 „Orden der Freundschaft“ der Russischen Föderation
- 2013 Preisträger der Regierung von St. Petersburg

## Diskografie
- A Silly Horse. Interpr.: Tatiana Melentieva (Sopran), Oleg Malov (Klavier); Megadisc Classics CD 7844 (1996)
- Make me drunk with your kisses [Hohelied Salomonis, 8. Kap.]. Interpr.: Mstislav Rostropovich (Cello); Choral Arts Soc. Washington u. a.; Norman Scribner (Leitung); Teldec Classics CD 0630-10160-2 (1997)
- Lux Aeterna. Interpr.: Patrick u. Thomas Demenga; ECM New Series CD 465 341-2
- Svete Tikhiy und In Air Clear and Unseen. Interpr.: Tatiana Melentieva (Sopran); Keller-Quartett; Oleg Malov (Klavier); ECM NEW SERIES CD 461 814-2 (2002)
- Amicta Sole und Psalm 51. Interpr.: Mstislav Rostropovich (Cello); Solisten d. Knabenchors Glinka Choral College; ECM New Series CD 472 0832 (2005)
- Lamento und Blazhenstva. Interpr.: Ivan Monighetti (Cello); State Hermitage Orchestra; Lege Artis Choir; ECM New Series CD 1975 476 6767 (2008)
- The Canterville Ghost. Interpr.: Moscow Forum Theatre Orchestra; Michail Jurowski (Leitung); Brilliant Classics CD 9295; EAN-Code 5029365929523 (2012)
- E.F. and three visiting cards from the poet. Interpr.: Goeyvaerts-Trio; CD „String Trios from the East“ Challenge Records Int. CC 72503 (2012)
- Scarry March, Passacaglia, Postludia und O heavenly King. Interpr.: Tatjana Milentieva (Sopran), Oleg Malov (Klavier); Megadisc Classics CD 7855 (2013)
- Agnus Dei. Interpr.: Ensemble Musique Nouvelle; Megadisc Classics CD 7808-07 (2013)
- Lukomoriye. Interpr.: Oleg Malov (Klavier); Tatiana Melentieva (Sopran); Piotr Migunov (Bass); Lege Artis Choir; Boris Abalian (Leitung); ECM New Series 2436 (2018)